# Styracaceae
Styracaceae is een botanische naam, voor een familie van tweezaadlobbige planten. Een familie onder deze naam wordt universeel erkend door systemen voor plantentaxonomie, en zo ook door het APG-systeem (1998) en het APG II-systeem (2003).
Het gaat om een niet al te grote familie van nog geen tweehonderd soorten in ca een dozijn genera. Het zijn heesters en bomen met een heel groot gebied van voorkomen (niet in Afrika of Australië).
In het Cronquist-systeem (1981) is de plaatsing van de familie in een orde Ebenales.

## Geslachten
Volgens Vascular Plant Families and Genera (1992)
- Alniphyllum Matsum. (3 soorten)
- Bruinsmia Boer. & Koord. (2 soorten)
- Changiostyrax C.T.Chen (1 soort)
- Halesia J.Ellis ex L. (3–5 soorten)
- Huodendron Rehder (4 soorten)
- Melliodendron Hand.-Mazz. (1 soort)
- Parastyrax W.W.Sm. (2 soorten)
- Pterostyrax Siebold & Zucc. (4 soorten)
- Rehderodendron Hu (5 soorten)
- Sinojackia Hu (5 soorten)
- Styrax L. (ca. 130 soorten, synoniem: Pamphilia)